# 津田町鶴羽
津田町鶴羽（つだまちつるわ）は、香川県さぬき市の大字。世帯数は952世帯、人口は2,431人（2012年（平成24年）3月31日現在）。郵便番号は769-2402（長尾郵便局管区）。

## 地理
さぬき市津田地区の南東部に位置する。西で津田町津田、南西で大川町富田東、南で東かがわ市小砂・同市中山、東で同市馬篠とそれぞれ隣接している。北は瀬戸内海に面しており、その海岸近くの北部一帯を四国旅客鉄道（JR四国）高徳線や、香川県道122号津田引田線・国道11号が通り、それらの周辺には集落が多い。
- 山 : 長見山・火山
- 島 : 名古島・弁天島
- 岬 : 打伏の鼻・鵜部の鼻

## 歴史
- 1890年（明治23年）2月15日 - 町村制により、寒川郡鶴羽村が発足。
- 1899年（明治32年）4月1日 - 郡制により、寒川郡と大内郡を合わせて大川郡が発足。
- 1956年（昭和31年）9月8日 - 鶴羽村・津田町（旧）が合併し、津田町（新）が発足し、2つの旧町村はそれぞれ大字鶴羽、大字津田となる。
- 2002年（平成14年）4月1日 - 津田町・志度町・長尾町・寒川町・大川町が合併してさぬき市が発足し、大字鶴羽は津田町鶴羽となる。

## 人口
| 年                 | 世帯数 （世帯） | 人口 （人） | 出典  |
| ------------------ | --------------- | ----------- | ----- |
| 1891年（明治24年） | 863             | 2,870       | [ 2 ] |
| 1910年（大正9年）  | 556             | 2,410       | [ 2 ] |
| 1935年（昭和10年） | 498             | 2,315       | [ 2 ] |
| 1950年（昭和25年） | 633             | 3,155       | [ 2 ] |
| 2012年（平成24年） | 952             | 2,431       | [ 1 ] |

## 交通

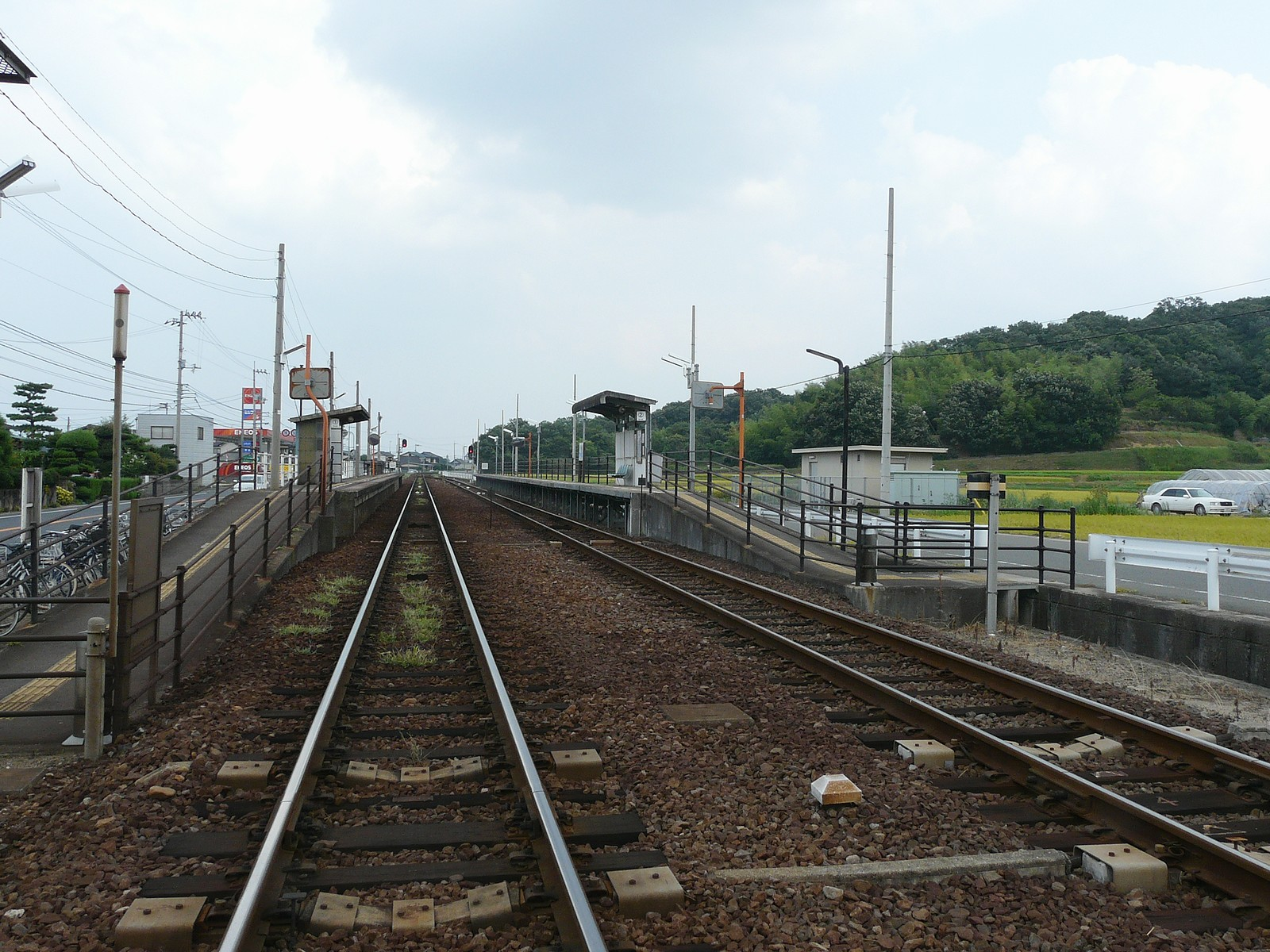
鶴羽駅

### 鉄道
- 四国旅客鉄道（JR四国）
  - 高徳線
    - - （讃岐津田駅） - 鶴羽駅 - （丹生駅） -

### 道路

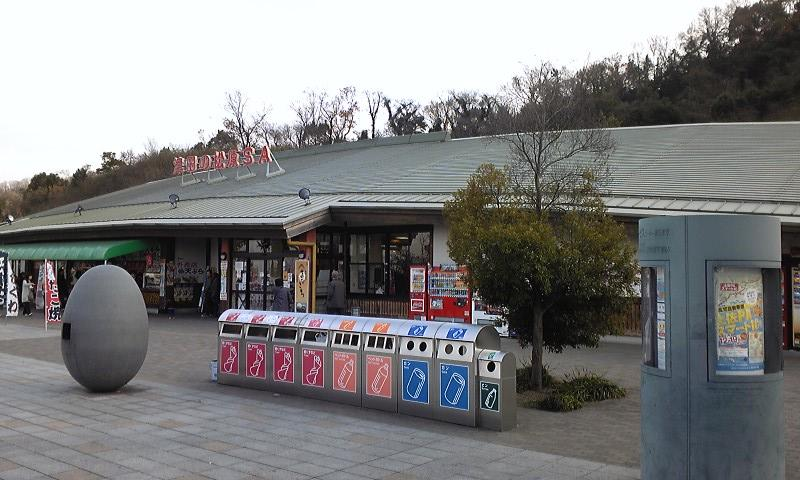
津田の松原サービスエリア

- 高松自動車道
  - 津田東インターチェンジ
  - 津田の松原サービスエリア
- 国道11号
- 香川県道2号津田川島線
- 香川県道122号津田引田線

## 施設など
- 鶴羽駅
- さぬき警察署鶴羽駐在所
- 日本ドルフィンセンター
- 鶴羽郵便局
- 青木海水浴場
- クアタラソさぬき津田
- クアパーク津田
- 大川オアシス
- 高松自動車道津田東インターチェンジ
- 津田の松原サービスエリア上り（鳴門・淡路方面）
- 津田の松原サービスエリア下り（高松・松山方面）